# Grease (film)
Pour les articles homonymes, voir Grease.
Série
Grease 2
(1982)
Pour plus de détails, voir Fiche technique et Distribution.
Grease ou Brillantine au Québec (Grease) est un film musical américain réalisé par Randal Kleiser et sorti en 1978. C'est l'adaptation cinématographique de la comédie musicale du même nom créée par Jim Jacobs et Warren Casey (en) en 1972 à Broadway.
Le film raconte la vie d'une lycéenne de 18 ans, aux États-Unis, à la fin des années 1950.
Une suite, Grease 2, a été réalisée en 1982 mais elle rencontra beaucoup moins de succès. Une série TV préquelle, Grease: Rise of the Pink Ladies, a été diffusée sur Paramount+ en 2023 et annulée au bout d'une saison.

## Synopsis
Durant l'été 1958, Sandy Olsson (Olivia Newton-John), une lycéenne australienne en vacances aux États-Unis, rencontre Danny Zuko (John Travolta), le chef de la bande des T-Birds. Leur amour est cependant interrompu par la fin des vacances car Sandy doit retourner en Australie.
Toutefois, le hasard fait que les parents de Sandy s'installent en Amérique, et qu'elle intègre en dernière année le lycée Rydell High, le même établissement que celui où étudie Danny. Elle y rencontre un groupe de filles, les Pink Ladies (les « Dames roses »), mené par Betty Rizzo. Sans savoir qu'ils sont tout proches, Danny et Sandy racontent, chacun de son côté, à ses amis, son amour de vacances. Danny et Sandy finissent par se rencontrer et décident de reprendre leur relation bien que tout les oppose à l'école.
En parallèle se joue la rivalité entre le gang dont Danny est le chef — les T-Birds — et le gang ennemi les « Scorpions ». La course de voitures dans laquelle ils s'affrontent sera déterminante pour la suite.

## Fiche technique
- Titre original et français : Grease
- Titre québécois : Brillantine
- Réalisation : Randal Kleiser
- Scénario : Bronte Woodard (en) et Allan Carr, d'après la comédie musicale Grease de Jim Jacobs et Warren Casey (en)
- Musique : Jim Jacobs, Warren Casey (en)
- Décors : Philip M. Jefferies
- Costumes : Albert Wolsky
- Photographie : Bill Butler
- Montage : John F. Burnett
- Chorégraphie : Patricia Birch (en)
- Production : Robert Stigwood, Allan Carr (déléguée) ; Neil A. Machlis (associée)
- Société de production : Paramount Pictures
- Société de distribution : Paramount Pictures
- Pays de production :  États-Unis
- Budget : 6 000 000 $
- Langue originale : anglais
- Format : Couleurs - 35 mm - 2,20:1 - son Dolby stéréo ou 5.1 Dolby Digital
- Genre : Comédie romantique musicale
- Durée : 110 minutes
- Dates de sortie[4] : 
  - États-Unis : 13 juin 1978 (première), 16 juin 1978 (sortie nationale)
  - France : 3 octobre 1978

## Distribution

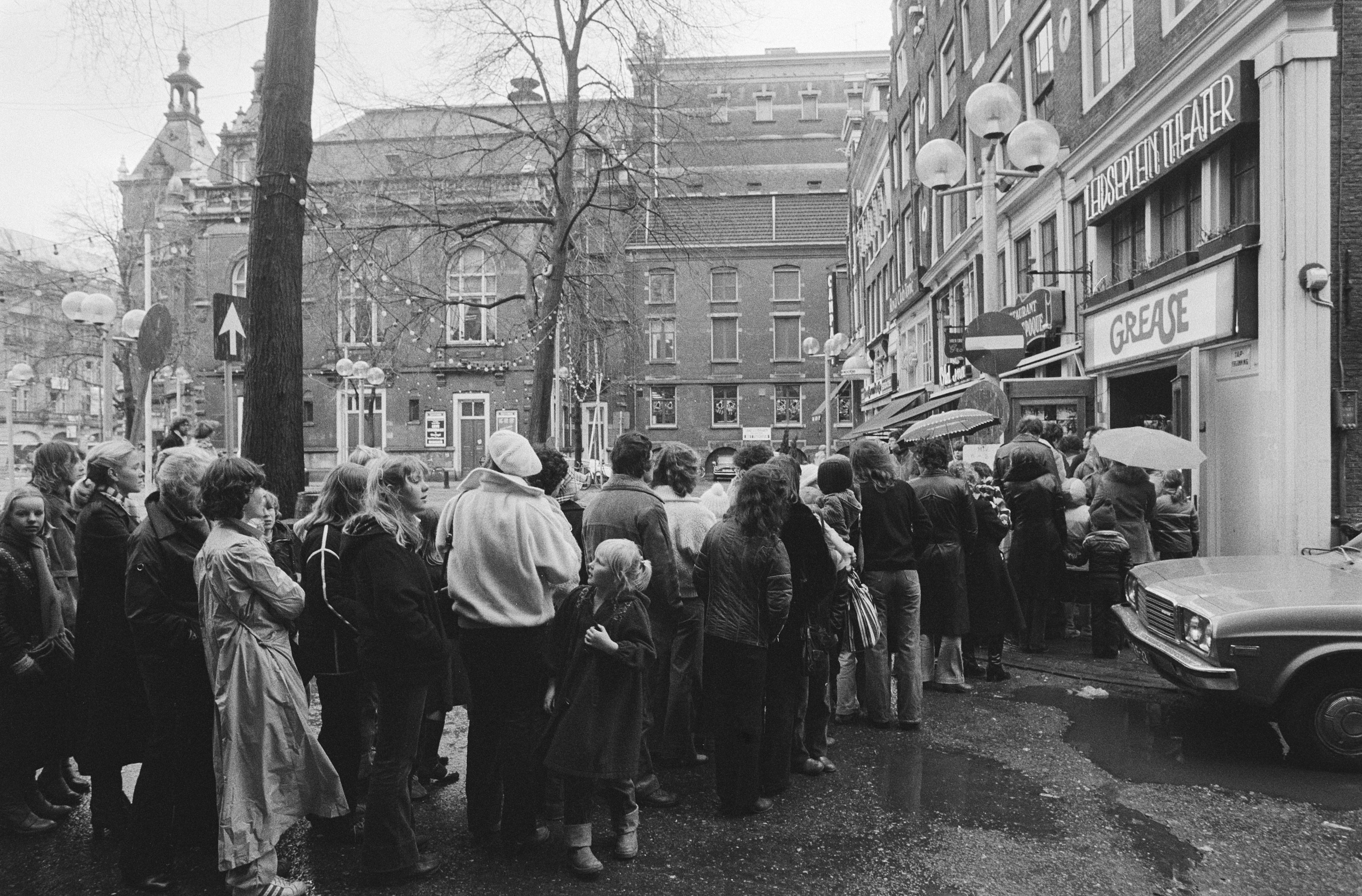
Longue file d'attente à Amsterdam en 1978 pour voir le film Grease.

- John Travolta (VF : Philippe Ogouz) : Danny Zuko
- Olivia Newton-John (VF : Claude Chantal) : Sandy Olson
- Stockard Channing (VF : Marion Game) : Betty Rizzo
- Jeff Conaway (VF : Bernard Murat) : Kenickie
- Barry Pearl (en) (VF : Jacques Ferrière) : Doody
- Michael Tucci (en) (VF : Marc Jolivet) : Sonny
- Kelly Ward (en) (VF : François Leccia) : Putzie
- Didi Conn (VF : Dominique Page) : Frenchy
- Jamie Donnelly (en) : Jan
- Dinah Manoff (VF : Monique Thierry) : Marty Maraschino
- Eve Arden (VF : Paule Emanuele) : le principal McGee
- Frankie Avalon : The Teen Angel
- Joan Blondell (VF : Marie Francey) : Vi
- Edd Byrnes (VF : Dominique Paturel) : Vince Fontaine
- Sid Caesar (VF : André Valmy) : le coach Calhoun
- Alice Ghostley (VF : Perrette Pradier) : Mme Murdock
- Dody Goodman (VF : Paula Dehelly) : Blanche
- Sha-Na-Na : Johnny Casino and the Gamblers
- Susan Buckner (en) (VF : Francine Lainé) : Patty Simcox
- Lorenzo Lamas : Tom Chisum
- Fannie Flagg (VF : Lita Recio) : l'infirmière Wilkins
- Dick Patterson : M. Rudie
- Eddie Deezen : Eugene Felnic
- Darrell Zwerling (en) : M. Lynch
- Ellen Travolta : la serveuse
- Annette Charles (VF : Laure Santana) : Cha Cha DiGregorio
- Dennis C. Stewart (en) (VF : Marc François) : Leo, membre des Scorpions
- Barbi Alison, Helena Andreyko, Jennifer Buchanan, Carol Culver, Cindy DeVore, Deborah Fishman, Antonia Franceschi, Sandra Gray, Mimi Lieber (nl), Judy Susman, Dennis Daniels, Larry Dusich, John Robert Garrett, Daniel Levans, Sean Moran, Greg Rosatti, Andy Roth, Lou Spadaccini, Andy Tennant et Richard Weisman : Danseurs

## Personnages
- Danny (Daniel) Zuko : leader des T-birds. Sous ses airs de dur, se cache quelqu'un de sensible. Amoureux de Sandy, il sera prêt à rentrer dans le rang pour lui plaire. Garçon loyal en amitié.
- Sandy (Sandra) Olsson : Australienne, naïve et romantique, elle sera adoptée par les Pink Ladies. Amoureuse de Danny, elle changera de style pour lui plaire.
- Kenickie : est le second de Danny, il aura une embrouille avec Leo, le chef du gang des Scorpions. Amoureux de Rizzo, il a une relation tumultueuse et passionnelle avec elle.
- Betty Rizzo : d'origine italienne, elle est sarcastique et lance volontiers des piques blessantes, notamment contre Sandy. Mais sous ses airs autoritaires, se cache une fille fragile. Amoureuse de Kenickie, elle le quitte un moment en croyant qu'elle était enceinte mais elle finit par se remettre avec lui à la fin du film.
- Marty Maraschino : la « coureuse » du groupe, elle correspond avec des soldats en Corée (« Ce n'est pas un Marine, c'est tout le corps expéditionnaire » déclare Rizzo) et aura un coup de foudre pour le vieux beau Vince Fontaine. C'est la seule des Pink Ladies à ne pas sortir avec un T-Bird jusqu'à la fin du film où elle sera avec Sonny.
- Doody : grand brun, il semble être obéissant à la maison. Il sort avec Frenchie.
- Dominic LaTierri dit "Sonny" : de type sicilien, assez porté sur le sexe et l'alcool, il est le seul des T-Birds à ne pas sortir avec une Pink Lady, s'étant visiblement « pris un râteau » avec Marty. Cependant, il sortira avec elle à la fin du film.
- Jan (Jane): petite brune grassouillette, pas très intelligente, passant son temps à manger, ses rondeurs et sa gentillesse ont pourtant séduit Putzie.
- Putzie : petit blondinet, le plus jeune des T-Birds va tomber amoureux de Jan, partageant apparemment la même passion des sucreries...
- Frenchie LeFebvre : elle est aussi bête que naïve et elle est très gentille. Voulant quitter le lycée pour apprendre la coiffure, elle y retournera devant les résultats catastrophiques de son apprentissage. Teinte, elle ressemble « à un magnifique ananas blond ». Elle sort avec Doodie.
- Léo : chef de la bande des Scorpions.

## Production

### Attribution des rôles
Les producteurs auraient à l'origine proposé le rôle de Danny à Henry Winkler, alors en plein succès à la télévision grâce à son rôle de Fonzie dans la série Happy Days. L'acteur aurait refusé par peur de rester enfermé dans un type de rôle trop particulier[réf. nécessaire]. Le film réunit en revanche d'autres acteurs qui ont participé à la série, comme Jeff Conaway et Didi Conn.
Olivia Newton-John, qui interprète une lycéenne de 18 ans, était en réalité âgée de 28 ans au moment du tournage durant l'été 1977. Quant à Stockard Channing, elle en avait 33. Peu avant de passer le casting de Grease, cette dernière avait auditionné pour le rôle de Lois Lane dans Superman (rôle qui revint finalement à Margot Kidder).
Parmi les figurants danseurs, on trouve entre autres Antonia Franceschi qui incarnera plus tard Hilary van Doren dans Fame et Andy Tennant, à la fois acteur, réalisateur, producteur et scénariste.

## Bande originale
La bande originale, qui mélange rock 'n' roll, boogie-woogie et pop, fut « numéro un » des ventes dans de nombreux pays[réf. nécessaire].
La production a choisi Barry Gibb pour composer la chanson d'ouverture. Ce morceau constituant un anachronisme (le disco n'existant pas encore dans les années 1950), le réalisateur Randal Kleiser a eu l'idée de le faire accompagner d'une séquence animée pour éviter un décalage trop important entre la musique et les images[réf. nécessaire].
Chansons présentes dans le film
- Love Is a Many Splendored Thing
- Grease Frankie Vallie
- Summer Nights  – John Travolta, Olivia Newton-John et chœurs
- Hopelessly Devoted to You  – Olivia Newton-John
- You're the One That I Want  – John Travolta, Olivia Newton-John
- Sandy  – John Travolta
- Beauty School Drop-Out –  Frankie Avalon
- Look at Me, I'm Sandra Dee – Stockard Channing
- Greased Lightnin’  – John Travolta et chœurs
- It's Raining on Prom Night  – Cindy Bullens
- Blue Moon  – Sha-Na-Na
- Rock'n Roll Is Here to Stay  – Sha-Na-Na
- Those Magic Changes  – Sha-Na-Na
- Hound Dog  – Sha-Na-Na
- Born to Hand Jive  – Sha-Na-Na
- Tears on My Pillow  – Sha-Na-Na
- Mooning  – Louis St. Louis, Cindy Bullens
- Freddy My Love  – Cindy Bullens
- Rock'n Roll Part Queen  – Louis St. Louis
- There Are Worse Things I Could Do  – Stockard Channing
- Look at Me, I'm Sandra Dee (reprise)  – Olivia Newton-John
- We Go Together  – John Travolta, Olivia Newton-John
- Grease (reprise) – Frankie Valli

## Sortie et accueil

### Critique
Le film détient un taux d'approbation de 75 % pour l'agrégateur de critiques Rotten Tomatoes, basé sur 71 critiques pour une note moyenne de 6,7⁄10. Le consensus critique du site Web se lit comme suit : « Grease est une comédie musicale agréable et énergique avec des chansons entraînantes et une ode à un amour jeune qui ne vieillit jamais », indiquant « avis généralement favorables ».
Le film Grease est élu meilleure comédie musicale de tous les temps dans les 100 plus grandes comédies musicales de Channel 4 en 2004[réf. nécessaire].

### Box-office
Grease est un succès mondial, totalisant 396 169 103 $ de recettes en salles dans le monde, 5 700 000 entrées en France - dont 5 329 875 entrées en 1978, ce qui constitue un record d'entrées au cinéma pour une comédie musicale (ou le second score si on considère Les Choristes avec ses 8,6 millions d'entrées comme une comédie musicale) ; 28 millions d'albums vendus dans le monde, dont plus de 1,8 million d'exemplaires pour le single You're the One That I Want en France. Grease est le plus gros succès de John Travolta sorti en France
Bien qu'il fût le plus gros succès au cinéma de l'année 1978 (devançant Superman de Richard Donner), Grease ne gagna ni Oscar ni Golden Globe.
| Pays ou région | Box-office        | Date d'arrêt du box-office | Nombre de semaines |
| -------------- | ----------------- | -------------------------- | ------------------ |
| États-Unis     | 189 969 103 $     | -                          | -                  |
| France         | 5 700 000 entrées | -                          | -                  |
| Total mondial  | 396 169 103 $     | -                          | -                  |

## Distinctions

### Récompenses
- 36e cérémonie des Golden Globes :
  - Meilleur cri dans un film
  - Henrietta Award (John Travolta)
- People's Choice Awards :
  - Meilleure image en mouvement
  - Meilleure actrice (Olivia Newton-John)
  - Meilleure comédie musicale
  - Meilleure musique féminine (Olivia Newton-John)

### Nominations
- 51e cérémonie des Oscars :
  - Meilleure chanson originale
- 36e cérémonie des Golden Globes :
  - Meilleur film musical ou comédie
  - Meilleur acteur dans un film musical ou une comédie (John Travolta)
  - Meilleure actrice dans un film musical ou une comédie (Olivia Newton-John)
  - Meilleure chanson originale (Grease) et (You're the One That I Want)

## Commentaires
- La séquence de la course de voitures opposant Danny et Leo fait référence à la course de chars dans Ben-Hur : avec les pointes hérissant ses roues, Leo s'amuse à déchiqueter la carrosserie de la Super-Éclair, comme le faisait Messala avec le char de Judah Ben-Hur.
- Les chanteurs Patrick Topaloff et Sim parodièrent la chanson You're the One That I Want en français, sous le titre Où est ma ch’mise grise. La chanson sortit en single, et fut disque d'or en France en 1979 avec 574 000 exemplaires vendus[9].

## Suites
Une suite Grease 2, sort en 1982. Se déroulant deux ans après Grease, cette suite est centrée sur Michael, le cousin de Sandy.
Une série télévisée préquelle, Grease: Rise of the Pink Ladies, sera diffusée en 2023. L’action se déroule cette fois quatre ans avant les évènements du premier film et revient sur la création des Pink Ladies.